# Italia en los Juegos Olímpicos de Sochi 2014
Italia estuvo representada en los Juegos Olímpicos de Sochi 2014 por un total de 113 deportistas que compitieron en 13 deportes. Responsable del equipo olímpico fue el Comité Olímpico Nacional Italiano, así como las federaciones deportivas nacionales de cada deporte con participación.
El portador de la bandera en la ceremonia de apertura fue el deportista de luge Armin Zöggeler.

## Medallistas
El equipo olímpico italiano obtuvo las siguientes medallas:
| Nombre                                                        | Deporte                              | Competición      |
| ------------------------------------------------------------- | ------------------------------------ | ---------------- |
| Oro                                                           |                                      |                  |
| —                                                             |                                      |                  |
| Plata                                                         |                                      |                  |
| Christof Innerhofer                                           | Esquí alpino                         | Descenso M       |
| Arianna Fontana                                               | Patinaje de velocidad en pista corta | 500 m F          |
| Bronce                                                        |                                      |                  |
| Dorothea Wierer Karin Oberhofer Dominik Windisch Lukas Hofer  | Biatlón                              | Relevo mixto     |
| Christof Innerhofer                                           | Esquí alpino                         | Supercombinada M |
| Armin Zöggeler                                                | Luge                                 | Individual M     |
| Carolina Kostner                                              | Patinaje artístico                   | Individual F     |
| Arianna Fontana                                               | Patinaje de velocidad en pista corta | 1500 m F         |
| Arianna Fontana Lucia Peretti Martina Valcepina Elena Viviani | Patinaje de velocidad en pista corta | Relevos 3000 m F |